# Philodromus hierroensis
Philodromus hierroensis este o specie de păianjeni din genul Philodromus, familia Philodromidae, descrisă de Jörg Wunderlich în anul 1992.
Este endemică în Insulele Canare. Conform Catalogue of Life specia Philodromus hierroensis nu are subspecii cunoscute.